# Leichtathletik-Halleneuropameisterschaften 2017/Teilnehmer (Rumänien)
| Gelbes Symbol für Goldmedaillen mit stilisierten Olympischen Ringen | Graues Symbol für Silbermedaillen mit stilisierten Olympischen Ringen | Braundes Symbol für Bronzemedaillen mit stilisierten Olympischen Ringen |
| ------------------------------------------------------------------- | --------------------------------------------------------------------- | ----------------------------------------------------------------------- |
| —                                                                   | —                                                                     | —                                                                       |

Aus Rumänien starteten neun Athletinnen und drei Athleten bei den Leichtathletik-Halleneuropameisterschaften 2017 in Belgrad.
14 Sportlerinnen und Sportler waren nominiert. Florina Pierdevară (1500 m) und Marius Dumitrache (Hochsprung) waren jedoch nicht unter den Teilnehmern.

## Ergebnisse

### Frauen

#### Laufdisziplinen
| Athletin           | Disziplin   | Vorlauf        | Vorlauf | Halbfinale         | Halbfinale         | Finale             | Finale             |
| Athletin           | Disziplin   | Zeit           | Platz   | Zeit               | Platz              | Zeit               | Platz              |
| ------------------ | ----------- | -------------- | ------- | ------------------ | ------------------ | ------------------ | ------------------ |
| Bianca Răzor       | 400 m       | 54,11 s        | 19      | nicht qualifiziert | nicht qualifiziert | nicht qualifiziert | nicht qualifiziert |
| Claudia Bobocea    | 1500 m      | 4:16,98 min    | 16      | –––                | –––                | nicht qualifiziert | nicht qualifiziert |
| Roxana Bârcă       | 3000 m      | 9:13,36 min    | 14      | –––                | –––                | nicht qualifiziert | nicht qualifiziert |
| Ancuța Bobocel     | 3000 m      | 8:58,91 min SB | 12      | –––                | –––                | 9:05,74 min        | 11                 |
| Anamaria Nesteriuc | 60 m Hürden | 8,24 s         | 17      | nicht qualifiziert | nicht qualifiziert | nicht qualifiziert | nicht qualifiziert |

#### Sprung/Wurf
| Athletin        | Disziplin   | Qualifikation | Qualifikation | Finale             | Finale             |
| Athletin        | Disziplin   | Weite         | Platz         | Weite              | Platz              |
| --------------- | ----------- | ------------- | ------------- | ------------------ | ------------------ |
| Angela Moroșanu | Weitsprung  | 5,98 m        | 16            | nicht qualifiziert | nicht qualifiziert |
| Cristina Bujin  | Dreisprung  | 13,44 m       | 15            | nicht qualifiziert | nicht qualifiziert |
| Elena Panțuroiu | Dreisprung  | 13,84 m       | 11            | nicht qualifiziert | nicht qualifiziert |
| Lenuța Burueană | Kugelstoßen | 15,54 m       | 21            | nicht qualifiziert | nicht qualifiziert |

### Männer

#### Laufdisziplinen
| Athlet            | Disziplin   | Vorlauf | Vorlauf | Halbfinale | Halbfinale | Finale             | Finale             |
| Athlet            | Disziplin   | Zeit    | Platz   | Zeit       | Platz      | Zeit               | Platz              |
| ----------------- | ----------- | ------- | ------- | ---------- | ---------- | ------------------ | ------------------ |
| Petre Rezmiveş    | 60 m        | 6,76 s  | 13      | 6,79 s     | 15         | nicht qualifiziert | nicht qualifiziert |
| Cosmin Dumitrache | 60 m Hürden | 8,00 s  | 19      | –––        | –––        | nicht qualifiziert | nicht qualifiziert |

#### Sprung/Wurf
| Athlet     | Disziplin   | Qualifikation | Qualifikation | Finale             | Finale             |
| Athlet     | Disziplin   | Weite         | Platz         | Weite              | Platz              |
| ---------- | ----------- | ------------- | ------------- | ------------------ | ------------------ |
| Andrei Gag | Kugelstoßen | 19,74 m       | 14            | nicht qualifiziert | nicht qualifiziert |